# 街道バトルシリーズ
街道バトル（かいどうバトル）は、公道レースをテーマにしたレースゲームのシリーズ。通称「街バト」。
発売元は元気株式会社。首都高を舞台とする『首都高バトルシリーズ』と並んで同社の2枚看板となっている。本作では「各地にバイパスが開通して利用されなくなり、サーキットとなった峠道」が舞台となっている。

## シリーズ一覧
『』内は本項目における表記。
プレイステーション2
- 街道バトル 〜日光・榛名・六甲・箱根〜『初代』 - 2003年2月27日発売。
- 街道バトル2 CHAIN REACTION『2』 - 2004年2月26日発売。
- KAIDO-峠の伝説-『峠の伝説』 - 2005年7月28日発売。

## ライバルの分類
RIVAL
特殊な要素を持たない通常のライバル。
TEAM RIVAL
複数人でチームを構成しているライバル。メンバーを順に倒して行き、最後に出現するリーダーを倒すことで勝利扱いとなる（途中で敗北した場合は最初からやり直し）。『初代』及び『2』では、1VS2バトル（プレイヤー1人に対しライバル2人の計3台でレース）を挑んでくるライバルも存在する。
TRICKER
日付や天候など、特定の条件を満たすと出現するライバル。首都高バトルシリーズのWANDERERに近い存在。
SUPPORTER
『2』より登場。FAN数に影響を及ぼすライバル。勝利するとプレイヤーのFAN数が大きく増加する。
HI GAMBLER
『2』より登場。賭け金が極端に高いライバル。
LOVERS
『2』のみ登場。女性ライバル。勝利するとプレイヤーの熱狂的なファンになり大量の電子メールを送信してくる。賭け金はなし。
MEDALIST
『2』より登場。特定の条件を満たすと出現するライバル。勝利するとPRIZE（メダルもしくはトロフィー）を獲得できる。賭け金はなし。
SLASHER
コースのボスライバル。各コースに1人ずつ存在する（他にボス相当のライバルがいる場合、存在しないコースもある）。特定の条件を満たすとBBSに書き込みが発生し、その投稿に返信することで出現する。
MASTER / TWENTY MASTER
『2』より登場。ゲームクリア後に出現する詳細不明のライバルで、1日に1人ずつコースや昼夜を問わずにランダムで出現する。20人撃破する毎にリーダー格のMASTER LORDが出現する。賭け金はなし。

## 主要な登場人物
街道プレジデント
本名は覇魔餓鬼（はまがき）。
『初代』では第1いろは坂のラスボスとして登場。しかし、ある一人の走り屋（プレイヤー）に敗北して以来リベンジの鬼となり、全国の街道を転々としながら自身が敗れた相手を探し回っていた（『2』）。
『峠の伝説』では各方面の速い走り屋をスカウトしチーム「KINGDOM TWELVE」を結成。最強のラリーチームを率いて街道を征服し、自らの理想郷を築くべく暗躍するも、ある走り屋（プレイヤー）の出現でチームごと解散に追い込まれた。
搭乗車種…デ・トマソ・パンテーラ（『初代』のみ）→ホンダ・S2000
フォーエバーナイツ
本名は鴻上大樹。
『2』にて阿蘇コースのラスボスとして初登場。ホームコースに突然現れた「街道プレジデント」を打ち破り、街道最速の走り屋として名を馳せる。
しかし、ある走り屋（『2』のプレイヤー）に敗れて以来忽然と姿を消し、誰も知らない未知のフィールドで己を磨くべく、密かに修行を積んでいた（『峠の伝説』）。
搭乗車種…三菱・ランサーエボリューションIII
グランドゼロ
本名は梶岡泰明。
『2』より登場。全てが謎に包まれた正体不明の走り屋。ゲームクリア後、特定の条件を満たすことで箱根コースに出現する。
搭乗車種…日産・スカイラインGT-R（BNR34）
その他、実在人物では谷口信輝、織戸学、植尾勝浩、今村陽一、熊久保信重、野村謙などが登場している。

## 用語
SPバトル
画面上に表示される「SPゲージ」を削りあう、最も基本的なバトル形式。
両者の距離に差がつくほどSPは速く減り、ライバルのSPを無くすか、ライバルより先にゴールすればプレイヤーの勝ち。自分のSPが無くなるか、ライバルが先にゴールすればプレイヤーの負けとなる。
壁や敵車に接触してもSPは減り、衝突速度が高いほどSPの減りも大きい。
『峠の伝説』では、50m以上差がつかないとSPが減少しない仕様となっている。
TAバトル
規定区間のタイムを競うバトル形式。ライバルカーは半透明のゴーストとして登場する。
CAバトル
コーナリングのテクニックとタイムを競い合うバトル形式。ドリフト時の速度や角度によってポイントが決まる。
ライバルごとに走る区間が決まっており、ドリフトをする区間に入ると画面に合図が表示される。
区間終了時に1000pts以上獲得しているとボーナスポイントを獲得でき、『2』以降では連続して獲得するとボーナスポイントが増加していく。
壁に接触するとその区間のポイントは全て没収され、ボーナスポイントもリセットされる。
区間内に長時間滞留していると強制的に計測が終了し、ボーナスポイントも加算されずリセットされる。
逆走すると、距離に応じて獲得ポイントが減少する。
『初代』『2』ではスピードやラインに関係なく、ハンドブレーキを使ってタイヤを滑らせればある程度のポイントが加算されたが、『峠の伝説』では進入スピードやラインなどが重視され、低スピードでタイヤを滑らせただけではポイントが加算されにくくなった。
CATAバトル
CA形式とTA形式の複合バトル。規定CAポイントと規定タイムの双方をクリアできなければ勝利扱いとならない。
なお、CAバトル・CATAバトルは作品ごとに採用状況が異なる。
- 『初代』はライバルバトルのみCATA形式、それ以外はすべてCA形式。
- 『2』はスポンサーテストのみCATA形式、それ以外はすべてCA形式。
- 『峠の伝説』はすべてCATA形式（名称はCAに統一）。

FL・LFバトル
『2』より登場。先行・後追い形式のバトル。
FLバトルはプレイヤーが先行し、ライバルを引き離すか、先にゴールすれば勝ちとなる。
LFバトルはライバルが先行し、ライバルを抜き去るか、先にゴールすれば勝ちとなる。
TACバトル
『2』より登場。TA形式とSP形式の複合バトル。
通常のTAバトルとは異なり、SPゲージが0になるとその時点で強制リタイアとなる。スポンサーテストのみのバトル形式。
CATバトル
『2』より登場。基本システムはCAバトルと同様だが、区間ごとに規定ポイントが設定されており、1区間でも達成できないとその時点で強制リタイアとなる。スポンサーテストのみのバトル形式。